# Batalha de Bornéu
A Batalha de Bornéu foi uma campanha bem sucedida por forças imperiais japonesas para o controle da ilha de Bornéu e concentrou-se principalmente na subjugação do Reino de Sarauaque, o Bornéu do Norte, e da parte ocidental de Calimantã que fazia parte da Índias Orientais Holandesas. A principal unidade japonesa para esta missão foi a 35 Brigada de Infantaria liderada pelo Major-General Kiyotake Kawaguchi.
Em 1941, Bornéu era dividido entre as Índias Orientais Holandesas e  os protetorados britânicos (Bornéu do Norte, Sarauaque e Brunei) e a colónia da coroa  britânica de Labuão.

## Contexto histórico
Os chamados "rajás brancos", a família Brooke, havia dominado Sarauaque, no noroeste de Bornéu, durante quase um século, primeiro como rajás sob o Sultanato de Brunei (um pequeno estado poderoso, inteiramente fechado dentro das fronteiras de Sarauaque), e após 1888 como um protetorado do Império Britânico.
O nordeste da ilha era desde 1882, outro protetorado britânico, sob o controle da Companhia Britânica do Bornéu do Norte, e a pequena ilha de Labuão era colônia do Império Britânico. O resto da ilha, conhecidos coletivamente como Calimantã, estava sob o controle neerlandês.
Os Países Baixos foram invadidos por Alemanha nazista em 1940. No entanto, forças holandês, com predomínio da Real Marinha da Holanda e do Real Exército Neerlandês das Índias Orientais (KNIL),  lutou, espalhados por todo o Índias Orientais Holandesas, até dezembro de 1941, com um embrião e um tanto caótico comando conjunto aliado (comando americano-britânico-holandês-australiano) (ABDACOM).

## Antecedentes do conflito
O Pacto Tripartite entre as Potências do Eixo (Alemanha, Japão e Itália) garantia-lhes apoio mútuo, e isso valeu para o Japão em julho de 1941, quando os nazistas forçaram a França de Vichy a ceder a Indochina francesa (atual Vietnã, Laos e Camboja) para o Japão. Isso deu ao Japão um maior acesso à terra no continente asiático onde tinha sido envolvido em uma intervenção militar na China, e vinha lutando uma guerra de invasão contra as forças, temporariamente aliadas, do Kuomintang e do Partido Comunista da China. Ele também deu ao Japão imperial as costas de frente para Sarauaque e Norte de Bornéu e todo o Mar da China. Em dezembro daquele ano, o Japão atacou as bases americanas no Havaí e nas Filipinas, declarando guerra contra os Estados Unidos e, finalmente, precipitando  a declaração oficial da Alemanha de guerra contra o América, de acordo com o Pacto.
Com a  rica capacidade de exploração de petróleo, em Tarakan, Balikpapan e Banjarmasin, o Bornéu era um alvo privilegiado para o Japão, e era muito mal defendido.
Com uma escassez crônica de recursos naturais, o Japão precisava de um fornecimento seguro de combustível, a fim de flexionar seus músculos e atingir o seu objetivo a longo prazo de se tornar a grande potência na região do Pacífico. Bornéu também estava nas principais rotas marítimas entre Java, Sumatra, Malásia e as Celebes e o controlo dessas rotas eram vitais para a segurança do território japonês.

## Defesa em Sarauaque e Bornéu do Norte
Os principais objetivos eram os campos de petróleo em Miri em Sarauaque e região de Seria em Brunei. O óleo era refinado em Lutong perto Miri. Apesar de fontes ricas em petróleo, a região de Sarauaque não tinha forças aéreas ou marítimas para defendê-la. Somente no final de 1940 o Marechal do Ar Sir Robert Brooke-Popham enviou o 2.º Batalhão, do 15.º regimento Punjab, e um destacamento da Companhia do (Royal Engineers) para ser posicionado no Kuching. Eles eram cerca de 1050 homens. Além disso, o governo do rajá branco Brooke também organizou os Sarauaque Rangers. Esta força consistia de 1.515 homens que eram principalmente das tribos Iban e Dayak, e era conhecida como "SARFOR" (Sarawak Force).
Depois de ter ouvido falar do ataque a Pearl Harbor, em 8 de dezembro de 1941, o governo Brooke instruídos que os campos petrolíferos de Miri e Seria e refinaria em Lutong deveriam estar preparados para serem rapidamente demolidos.

## Defesa em Singkawang e Pontianak (Índias Orientais Holandesas)
As forças neerlandesas tinham um aeroporto importante em Singkawang chamado "Singkawang II", que era defendido por cerca de 750 soldados holandeses.
A Aviação Naval Neerlandesa (Grupo GVT-1) com três Dornier Do 24 K (Hidroavião) estava estacionada em Pontianak, juntamente com uma guarnição KNIL, comandada pelo tenente-coronel Dominicus Marte, que somavam aproximadamente 500 homens.

## Invasão japonesa e batalha

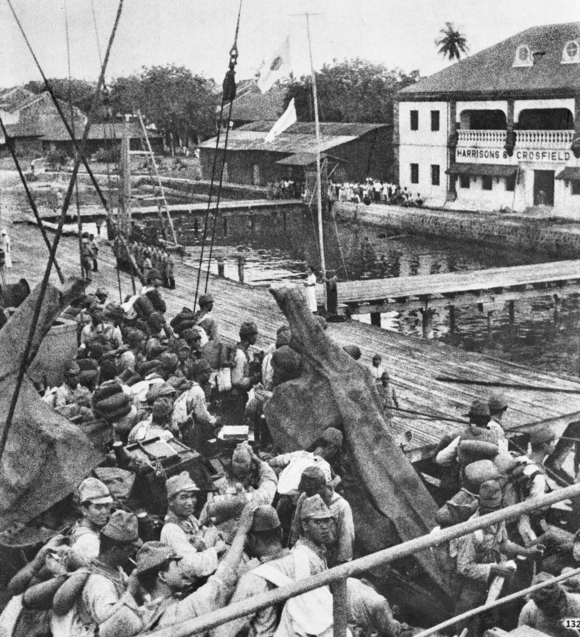
O desembarque japonês ao largo da costa oeste do Bornéu, 1942

A força liderada principal japonês pelo Major General Kiyotake Kawaguchi consistia de unidades estacionadas em Cantão, no sul da China:
Em 13 de dezembro de 1941, o comboio japonês deixou a baía de Cam Ranh na Indochina francesa, com escolta do cruzador Yura (contra-almirante Shintaro Hashimoto) com os destruidores da Divisão Destroyer 12, Murakumo, Shinonome, Shirakumo e Usugumo, submarinos Ch 7 e a aeronave navio depósito Kamikawa Maru. Dez navios de transporte levavam a 35 Brigada de Infantaria japonesa sob o comando do Major-General Kiyotake Kawaguchi. A força de apoio comandada pelo contra-almirante Takeo Kurita consistiu dos cruzadores Kumano e Suzuya e os destróieres "Fubuki" e "Sagiri".
As forças japonesas pretendia captar Miri e Seria, enquanto o restante iria capturar o aeródromo em Kuching e as proximidades. O comboio passou sem ser detetado e, na madrugada de 15 de dezembro de 1941, duas unidades de desembarque conquistaram Miri e Seria encontrando apenas muito pouca resistência das forças britânicas. Poucas horas depois, Lutong foi capturado também.
Enquanto isso, em 31 de dezembro de 1941, a força sob o tenente-coronel Watanabe moveu para o norte para ocupar Brunei, a ilha de Labuão, e Jesselton (agora chamado de Kota Kinabalu). Em 18 de janeiro de 1942, utilizando pequenos barcos de pesca, os japoneses desembarcaram em Sandakan, a sede do governo da Companhia Britânica do Bornéu do Norte.
Na manhã do dia 19 de janeiro o Governador Charles Robert Smith foi forçado a render-se e foi preso com outros funcionários.
Depois de garantir os campos petrolíferos, em 22 de Dezembro, as principais forças japonesas rumaram para o Kuching a oeste. A força aérea japonesa bombardeou o aeroporto de Singkawang para prevenir um ataque holandês e a escolta naval japonesa  afugentou o solitário submarino holandês, a força-tarefa japonesa entrou na boca do rio Santubong em 23 de Dezembro. O comboio chegou ao largo do cabo Sipang e as tropas em vinte transportes, comandada pelo Coronel Akinosuke Oka, desembarcaram às 4h da manhã seguinte. Embora o 2.º Batalhão, do 15.º Regimento Punjab, tenha resistido inicialmente ao ataque, logo se encontrou em desvantagem e recuou até ao rio; pela tarde, Kuching estava em mãos dos japoneses.
Por volta das 16h40m de 25 de dezembro, as tropas japonesas capturaram com sucesso o aeródromo de Kuching. O regimento Punjab recuou através da selva para a área Singkawang. Depois de Singkawang ter sido ocupada em 29 de dezembro, o restante das tropas britânicas e holandesas recuou ainda mais para a sul tentando alcançar Sampit e Pangkalanbun, onde o aeroporto holandês de Kotawaringin estava localizado. O sul e o centro de Calimantã foram tomadas logo em seguida pelos ataques da marinha japonesa. A cidade de Pontianak foi finalmente ocupado pelas forças imperiais japonesas em 29 de janeiro de 1942.
Depois de dez semanas nas montanhas equatoriais, as tropas aliadas se renderam aos japoneses em 1 de abril de 1942.